# Zygothrica paraldrichi
Zygothrica paraldrichi är en tvåvingeart som beskrevs av Burla 1956. Zygothrica paraldrichi ingår i släktet Zygothrica och familjen daggflugor. Inga underarter finns listade i Catalogue of Life.